# IC 313
IC 313 est une galaxie elliptique située dans la constellation de Persée à environ 202 millions d'années-lumière de la Voie lactée. Elle a été découverte par l'astronome américain Lewis Swift en 1888.
IC 313 fait partie d'un groupe de galaxies, le groupe de PGC 12157 qui compte au moins 16 membres. Notons que la galaxie PGC 12157 est faussement identifiée à NGC 1257 en plusieurs endroits, dont dans l'article de Garcia. L'autre galaxie de l'Index Catalog du groupe est IC 293.
Trois mesures non basées sur le décalage vers le rouge (redshift) donnent une distance de 79,133 ± 16,954 Mpc (∼258 millions d'al), ce qui est à l'intérieur des distances calculées en employant la valeur du décalage.